# ديلوس كارلتون إمونز
ديلوس كارلتون إمونز (بالإنجليزية: Delos Carleton Emmons) هو عسكري أمريكي، ولد في 17 يناير 1889 في هنغتينغتون في الولايات المتحدة، وتوفي في 3 أكتوبر 1965 في الولايات المتحدة.